# Maseras de Salat
Maseras de Salat (francès Mazères-sur-Salat) és un municipi del departament francès de l'Alta Garona, a la regió d'Occitània.